# Joseph Provost
Pierre Joseph Provost (Deinze, 15 november 1794 - aldaar, 23 november 1857) was een Belgisch politicus.

## Levensloop
In 1849 volgde hij François Francoys op als burgemeester van Deinze, een functie die hij uitoefende tot aan zijn dood. Hij werd in deze hoedanigheid opgevolgd door Constantin De Beil. Daarnaast was Provost ook lid van de Oost-Vlaamse provincieraad.